# Saint-Cyr (Saône-et-Loire)
Saint-Cyr é uma comuna francesa na região administrativa de Borgonha-Franco-Condado, no departamento de Saône-et-Loire. Estende-se por uma área de 13,12 km². Em 2010 a comuna tinha 764 habitantes (densidade: 58,2 hab./km²).